# Luigi Castoldi
Luigi Castoldi (Ozzero, 1906 – Abbiategrasso, 2000) è stato un ingegnere e imprenditore italiano, progettista di macchine agricole e propulsori per motoscafi.

## Biografia
Figlio di una coppia di fittavoli originari di Ozzero, Luigi Castoldi si trasferì ben presto ad Albairate dove iniziò ad interessarsi sin da giovane all'agricoltura ed ai suoi problemi.
Portato per gli studi, venne con grandi sacrifici avviato in seguito al Politecnico di Milano dove intraprenderà gli studi in ingegneria. I suoi interessi si svilupparono su due aree ben distinte: da un lato il legame all'azienda agricola di famiglia e l'esperienza sui campi gli permisero di sviluppare l'idea di una macchina falciatrice a spinta che ottimizzasse la produzione di foraggio, dall'altro la passione per la velocità (che condivise con il più anziano cugino Mario Castoldi, il famoso ingegnere aeronautico della Macchi) lo portano a realizzare un innovativo motoscafo che nel 1930, guidato dal fratello Achille Castoldi, colse notevoli successi. 

### Motofalciatrice
Per quanto riguarda la realizzazione della macchina falciatrice (motofalciatrice), nel 1942 ne avviò la produzione in serie fondando la BCS l'anno successivo.

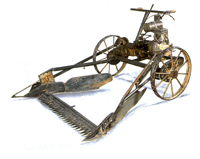
La prima falciatrice a motore modello 243 prodotta in Italia.

BCS nasce nel 1943 da una semplice intuizione di Luigi Castoldi, il suo geniale fondatore, e in pochi anni diventa un'azienda solida e ben strutturata, fiore all'occhiello di quelle che sarebbero state le società italiane di prestigio nel settore della meccanizzazione agricola post-bellica.
La sua prima attività ruota attorno a una minuscola officina di Abbiategrasso, attiva cittadina nella valle del Ticino alle porte di Milano; il giovane ingegnere ha sotto gli occhi le interminabili giornate dei contadini costretti a coltivare con mezzi arcaici i fertili campi di quelle pianure. Da qui l'idea di progettare e costruire una motofalciatrice semovente dotata di un motore a scoppio di bassa potenza supportato da un telaio auto-portante dove sono ospitati anche la trasmissione ed il sistema di taglio: nasce così la MF 243, che rappresenta un'autentica rivoluzione nel panorama agricolo del tempo sia per la sua enorme capacità produttiva che per il concreto miglioramento della vita dei contadini non più obbligati a faticose giornate di falciatura manuale.

### Motonautica
Non abbandonò mai la passione per la motonautica, perfezionando e avviando la produzione in serie di propulsori a idrogetto a marchio “Castoldi”.

### MOSA
Negli stessi anni con alcuni collaboratori mette a punto motosaldatrici e gruppi elettrogeni di nuova concezione, per la cui produzione costituisce nel 1963 la MOSA.